# Niandan
Niandan är ett vattendrag i Guinea. Det ligger i den centrala delen av landet, 500 km öster om huvudstaden Conakry.